# Demetes
Els demetes o dimetes (en llatí Demetae o Dimetae) eren un poble celta de Britànnia esmentat per Claudi Ptolemeu (Δημῆται), que vivia a l'oest dels silurs a Gal·les. Les seves ciutats principals van ser Luentinum i Maridunum. Les ruïnes de la primera ciutat es conserven a prop de Pumsaint i la segona originà la població actual de Carmarthen. La zona que ocupava aquest poble era coneguda per Demetia en llatí o Dyfed en gal·lès.
Quan els romans van abandonar Britànnia, en el lloc de l'antiga Demetia es formà el regne de Dyfed, que subsistí fins a la conquesta normanda.
En el segle xx el nom es recuperà com un comtat de la Local Government Act del 1972, per a ser derogat el 1994.